# Simone Frost
Simone Frost (* 22. April 1958 in Ost-Berlin; † 14. Oktober 2009 in Berlin) war eine deutsche Schauspielerin.

## Leben und Werk
Simone Frost war bereits als Kinderdarstellerin im Berliner Ensemble aktiv, wo sie Ende der 1960er Jahre von Manfred Karge und Matthias Langhoff für die Hauptrolle ihres Fernsehfilms Die Gesichte der Simone Machard, nach dem gleichnamigen Werk von Bertolt Brecht entdeckt wurde. Später absolvierte sie ihre Schauspielausbildung an der Hochschule für Schauspielkunst „Ernst Busch“ in Berlin, nebenbei nahm sie auch Schauspielunterricht bei Doris Thalmer. Es folgte eine mehrjährige Theatertätigkeit am Berliner Ensemble; parallel dazu auch Film- und Fernseharbeiten für die DEFA, vor allem aber für das Fernsehen der DDR. 1976 spielte sie die Titelrolle in dem Märchenfilm Aschenbrödel nach der gleichnamigen Vorlage des russischen Schriftstellers Jewgeni Lwowitsch Schwarz. In Erinnerung bleibt sie insbesondere für ihre Darstellung der Franziska Linkerhand in der Literaturverfilmung Unser kurzes Leben nach Brigitte Reimann unter der Regie von Lothar Warneke.
Seit den 1990er Jahren stand die Künstlerin wieder regelmäßig im Berliner theater 89 auf der Bühne und wirkte gelegentlich auch in Fernsehproduktionen mit. Bekanntheit erlangte sie durch die Fernsehserie Schloss Einstein, in der sie von 1999 bis 2007 die Rolle der Krankenschwester Sibylle Seiffert spielte. Ihren letzten Auftritt im Fernsehen hatte sie als Mitarbeiterin einer Beratungsstelle in der Fernsehserie Wege zum Glück Ende August 2008.
Sie war bis zu ihrem Tode mit dem Regisseur Hans-Joachim Frank verheiratet. Simone Frost erlag im Alter von 51 Jahren einem Krebsleiden.

## Filmografie (Auswahl)
- 1968: Die Gesichte der Simone Machard (Fernsehverfilmung der literarischen Vorlage von Bertolt Brecht nach dem Roman Simone von Lion Feuchtwanger)
- 1975: Die Wildente (Theateraufzeichnung)
- 1976: Die Leiden des jungen Werthers
- 1976: Aschenbrödel
- 1978: Alles im Lot, alles im Eimer
- 1979: Stine (Fernsehfilm)
- 1979: Guten Morgen, du Schöne: Barbara (Fernsehfilm)
- 1980: Chirurgus Johann Paul Schroth
- 1980: Unser Mann ist König (Fernsehserie)
- 1981: Unser kurzes Leben
- 1984: Hälfte des Lebens
- 1984: Die Poggenpuhls (Fernsehfilm)
- 1985: Franziska (TV)
- 1985: Ab heute erwachsen
- 1989: Großer Frieden (Theateraufzeichnung)
- 1999–2007: Schloss Einstein, in einer ständigen Rolle als Krankenschwester Sybille Seiffert
- 2003: Rosa Roth – Das leise Sterben der Kolibri
- 2003: Sochi
- 2006: Polizeiruf 110: Kleine Frau
- 2008: Wege zum Glück[4]

## Theater
- 1977: Bertolt Brecht nach Jakob Michael Reinhold Lenz: Der Hofmeister (Gustchen) – Regie: Peter Kupke (Berliner Ensemble)
- 1978: Bertolt Brecht: Leben des Galilei (Virginia) – Regie: Manfred Wekwerth/Joachim Tenschert (Berliner Ensemble)
- 1979: Volker Braun: Großer Frieden – Regie: Manfred Wekwerth/Joachim Tenschert (Berliner Ensemble)
- 1980: Volker Braun: Simplex deutsch – Regie: Piet Drescher (Berliner Ensemble – Probebühne)
- 1980: Bertolt Brecht: Die Ausnahme und die Regel (Frau des Kulis) – Regie: Carlos Medina (Berliner Ensemble)
- 1981: Antoine de Saint-Exupéry: Der kleine Prinz – Regie: Carlos Medina  (Berliner Ensemble)
- 1983: Bertolt Brecht: Trommeln in der Nacht (Prostituierte) – Regie: Christoph Schroth (Berliner Ensemble)
- 1984: Peter Weiss: Der neue Prozess (Leni) – Regie: Axel Richter (Berliner Ensemble)
- 1991: Bertolt Brecht: Schweyk im Zweiten Weltkrieg – Regie: Manfred Wekwerth (Berliner Ensemble)

## Hörspiele
- 1978: Ingrid Hahnfeld: Vom Aberheiner – Regie: Achim Scholz (Kinderhörspiel – Rundfunk der DDR)
- 1980: Hans Christian Andersen: Däumelinchen (Däumelinchen) – Regie: Gisela Pietsch (Kinderhörspiel – Rundfunk der DDR)
- 1983: Lion Feuchtwanger: Erfolg (Anni) – Regie: Werner Grunow (Hörspiel – Rundfunk der DDR)
- 1984: Walter Stranka: Khalid und die Königin von Saba – Regie: Manfred Täubert (Kinderhörspiel – Rundfunk der DDR)
- 1984: Brüder Grimm: Der Teufel mit den drei goldenen Haaren (Prinzessin) – Regie: Maritta Hübner (Kinderhörspiel – Litera)
- 1985: Brüder Grimm: Die Nixe (Ursula) – Regie: Manfred Täubert (Kinderhörspiel – Rundfunk der DDR)
- 1987: Wilhelm Raabe: Die Chronik der Sperlingsgasse (Marie) – Regie: Manfred Täubert (Hörspiel (2 Teile) – Rundfunk der DDR)